# جيلكو توميتش
جيلكو توميتش هو لاعب كرة قدم كرواتي في مركز الدفاع، ولد في 21 ديسمبر 1985 في رييكا في كرواتيا. لعب مع نادي رييكا ونادي سكندربيو كورتشه.